# Rob Middelhoek
Rob Middelhoek (Arnhem 1969) is een Nederlands voormalig korfballer. Hij werd met KV Die Haghe meerdere malen landskampioen en ook Europacup kampioen. Middelhoek speelde ook korte tijd voor het Nederlands korfbalteam.

## Spelerscarrière
Middelhoek begon zijn korfbalcarrière bij Oost-Arnhem. Hij debuteerde in de hoofdmacht van de club in 1985, op 17-jarige leeftijd. Hij speelde tussen korfbalroutiniers zoals Erik Wolsink en Ron Steenbergen. Onder coach Jan Wals mocht hij invalbeurten maken, maar het herenkwartet van Oost Arnhem was met Bram van der Zee en Bandi Csupor 1 van de sterkste van Nederland. Zo zat Middelhoek in de zaalfinale van 1987 op de bank als reserve.

### Blauw-Wit
Vanwege zijn studie verhuisde Middelhoek naar Amsterdam. Hij ging daarom spelen bij de Amsterdamse club AKC Blauw-Wit in 1987. Onder coach Cort van Dijk kreeg hij een basisplaats in de hoofdmacht van het team. Hij speelde in zijn beginjaren bij Blauw-Wit samen met onder andere Rini van der Laan en Wim Schaap. Blauw-Wit beleefde een wisselvallig periode in de clubgeschiedenis. Op het moment dat Middelhoek bij de ploeg kwam in 1987 speelde de ploeg zowel op het veld als in de zaal in de Hoofdklasse, maar was een middenmoter.
In seizoen 1989-1990 zakte het niveau van de ploeg in. In de zaal werd de ploeg 5e in de Hoofdklasse A, maar op het veld degradeerde het uit de Hoofdklasse.
Er moest iets veranderen bij de club en er werd een nieuwe coach aangesteld, in de persoon van Jaap Lenstra. In Lenstra's eerste seizoen als hoofdcoach, 1990-1991 promoveerde de club op het veld weer terug naar de Hoofdklasse en eindigde het in de zaal zelfs 3e in de Hoofdklasse B. De club zette hiermee weer een stijgende lijn in.
In seizoen 1991-1992 steeg Blauw-Wit boven zichzelf uit en eindigde 1e in de Hoofdklasse A in de zaal. Zodoende stond de club sinds 1979 weer in de landelijke zaalfinale. In de finale trof Blauw-Wit het dominante Deetos, dat de zaaltitel verdedigde. In de finale won de ervaren selectie van Deetos met 12-7, waarbij de 7 gescoorde goals van Blauw-Wit het laagterecord van 1971 evenaarde.
Seizoen 1992-1993 was een seizoen met twee gezichten. Blauw-Wit werd 5e in de zaal, maar werd 2e in de Hoofdklasse A op het veld. Zodoende kon de ploeg zich plaatsen voor de veldfinale door in de play-offs te winnen. In de kruisfinale trof Blauw-Wit PKC, waarbij de Papendrechters nipt met 10-9 wonnen. Blauw-Wit liep net de veldfinale mis.
Er volgden een aantal jaren in de middenmoot, maar in seizoen 1995-1996 werd Blauw-Wit 1e in de Hoofdklasse B in de zaal. In de finale speelde Middelhoek tegen zijn oude club, namelijk Oost-Arnhem. In deze finale trok Oost Arnhem aan het langste eind door met 20-13 te winnen.

### Die Haghe
In 1999 verhuisde Middelhoek naar Den Haag vanwege werk. Mede daardoor verruilde hij van club en ging hij spelen bij KV Die Haghe.
De ploeg had een goede basis met internationals zoals Tim Abbenhuis, Mandy Loorij en Kees Slingerland. Hij speelde 3 jaar voor Die Haghe, precies in de gouden periode. Zo won hij in deze 3 jaar 2 zaaltitels, 2 veldtitels en 1 Europacup. In 2002 vertrok hij bij Die Haghe.

### Meervogels
Vanaf 2002 speelde Middelhoek bij De Meervogels uit Zoetermeer. Op het moment dat Middelhoek bij de ploeg kwam, speelde De Meervogels nog niet in beide competities op het hoogste niveau. In de zaal kwam de ploeg in 2002 wel voor de eerste keer in de clubhistorie uit in de Hoofdklasse, waar het in 2002-2003 in de middenmoot eindigde. Op het veld dwong de ploeg in 2003 wel promotie naar de Hoofdklasse af, waardoor het in 2003-2004 wel in beide Hoofdklasses speelde.
In 2003-2004 stuntte De Meervogels in de zaal door 2e te eindigen. In de kruisfinales troffen ze PKC, waar net aan met 14-13 van werd verloren.
Middelhoek stopte in 2005.

## Erelijst
- Nederlands kampioen zaalkorfbal (1987, 2000, 2002)
- Nederlands kampioen veldkorfbal (2000, 2002)
- Europacup kampioen (2001)

## Oranje
In 1996 werd Middelhoek geselecteerd voor het Nederlands korfbalteam. Zo ging hij in datzelfde jaar mee naar de Continental Champions Trophy in Oklahoma City
In 1997 trok Middelhoek zich zelf terug uit Oranje, vanwege een gebrek aan vertrouwen in bondscoach Jan Hof. Zodoende speelde hij slechts 3 officiële interlands voor Nederland.